# L'Homme invisible (Chesterton)
Pour les articles homonymes, voir L'Homme invisible.
L'Homme invisible (The Invisible Man) est une nouvelle policière écrite par G. K. Chesterton, parue en 1911.
La nouvelle met en scène le père Brown.

## Historique
La nouvelle paraît pour la première fois en février 1911 dans The Cassell's Magazine avant d'être reprise en juillet de la même année dans le recueil La Clairvoyance du père Brown.

## Résumé
Quand la belle Laura Hope reçoit une demande en mariage du jeune John Turnbull Angus, elle doit lui avouer qu'elle a commis autrefois une grosse sottise. Pressée par deux prétendants fort laids, elle a rejeté leurs demandes non pas en soulignant qu'ils lui rebutaient, mais en leur assurant qu'elle n'épouserait qu'un homme ayant fait fortune par lui-même. Le très petit Smythe et le grand échalas bigleux de Welkin ont quitté peu après leur village pour se lancer à l'assaut du monde. Smythe a finalement réussi en devenant le chef d'une entreprise de robots domestiques. Depuis lors, Welkin le menace de mort.
Ce soir-là, à la confiserie où travaille Laura, le petit Smythe se présente et trouve sur place le jeune Angus. Il comprend qu'il a un nouveau rival, mais ce dernier constate les sérieuses menaces dont est victime le petit homme et propose de lui faire rencontrer Hercule Flambeau, un détective privé hors pair. 
Tous deux se rendent à l'appartement de Smythe et Angus prend connaissance des lettres de menace de Welkin. Au moment d'aller chercher Flambeau, le jeune Angus demande à quatre hommes, dont un policier et un vendeur de marrons, d'empêcher quiconque d'entrer dans l'immeuble. 
À deux pas de là, il trouve Flambeau dans son bureau en conversation avec le père Brown. Le détective ne connaît qu'une part de toute l'affaire qu'il se précipite vers l'immeuble de Smythe, entraînant dans son sillage Angus et le père Brown. Le policeman est heureux de leur confirmer qu'il a veillé à ce que personne n'entre ou ne sorte, ce que confirme tous les témoins. Or, le père Brown fait remarquer que des traces de pas sur la neige fraîchement tombée prouvent le contraire. Flambeau et le jeune rouquin se précipitent dans l'appartement : une mare de sang est tout ce qu'il reste de Smythe. Non seulement le petit homme a-t-il été assassiné, mais son cadavre est introuvable. Le père Brown, demeuré devant l'édifice, a de son côté envoyé le policeman constater que le cadavre de Smythe a bien été jeté dans le canal. Il a déjà compris que nul homme invisible n'est entré ou sorti de l'immeuble, mais que le meurtrier a bel et bien été vu en dépit de la sincérité des témoins qui jurent le contraire.

## Particularités de la nouvelle
Écroué une première fois grâce à la sagacité du père Brown dans la nouvelle La Croix bleue, Hercule Flambeau apparaît ici pour la première fois dans son nouveau rôle de détective privé.
La nouvelle touche à la science-fiction avec la présence de robots qui font office de serviteurs.

## Éditions
- The Invisible Man, The Cassell's Magazine, Londres, février 1911 ;
- The Invisible Man, in The Innocence of Father Brown, Cassell & Co., Londres, 1911.

Éditions françaises
- L'Homme invisible (traduction d'Émile Cammaerts), dans L'Abbé Brown, Paris, Perrin, 1914 ;
- L'Homme invisible (traduction d'Émile Cammaerts), dans La Clairvoyance de père Brown, Paris, Perrin, 1919 ;
- L'Homme invisible (traduction d'Émile Cammaerts), dans La Clairvoyance de père Brown, Paris, Julliard, « P.J. bis », 1971 ;
- L'Homme invisible (traduction d'Émile Cammaerts), dans La Clairvoyance de père Brown, Paris, Cercle du Bibliophile, « Les Chefs-d'œuvre du roman policier » no 30, 1974 ;
- L'Homme invisible (traduction d'Émile Cammaerts), dans La Clairvoyance de père Brown, Paris, UGE, « 10/18 » no 1562, 1983 ;
- L'Homme invisible (traduction de Claude Caillate), dans Le Secret du père Brown et autres nouvelles, Paris, LGF, « Le Livre de poche. Libretti. » no 32122, 1991 ;
- L'Homme invisible (traduction d'Émile Cammaerts, révisée par Anne Guillaume), dans Les Enquêtes du père Brown, Paris, Omnibus, 2008. Traduction intégrale.